# Gouberville
Gouberville ist eine Ortschaft und eine ehemalige französische Gemeinde mit 121 Einwohnern (Stand: 1. Januar 2018) im Département Manche in der Region Normandie. Sie gehörte zum Arrondissement Cherbourg und zum Kanton Val-de-Saire.
Mit Wirkung vom 1. Januar 2016 wurden die früheren Gemeinden Gouberville, Cosqueville, Néville-sur-Mer und Réthoville zur Commune nouvelle Vicq-sur-Mer zusammengelegt und haben dort den Status einer Commune déléguée. Der Verwaltungssitz befindet sich im Ort Cosqueville.

## Lage
Der Ort liegt auf der Halbinsel Cotentin. Nordöstlich der Siedlung verläuft ein Küstenabschnitt des Ärmelkanals. Nachbarorte sind Gatteville-le-Phare im Südosten, Tocqueville im Südwesten und Néville-sur-Mer im Nordwesten.

## Chronik
Früher hatte Gouberville einen gemeinsamen Bahnhof mit Tocqueville.

### Bevölkerungsentwicklung
| Jahr      | 1962 | 1968 | 1975 | 1982 | 1990 | 1999 | 2008 | 2013 | 2018 |
| --------- | ---- | ---- | ---- | ---- | ---- | ---- | ---- | ---- | ---- |
| Einwohner | 176  | 158  | 172  | 158  | 139  | 137  | 124  | 118  | 121  |

## Sehenswürdigkeiten
- Kirche Notre-Dame, Monument historique seit 1975

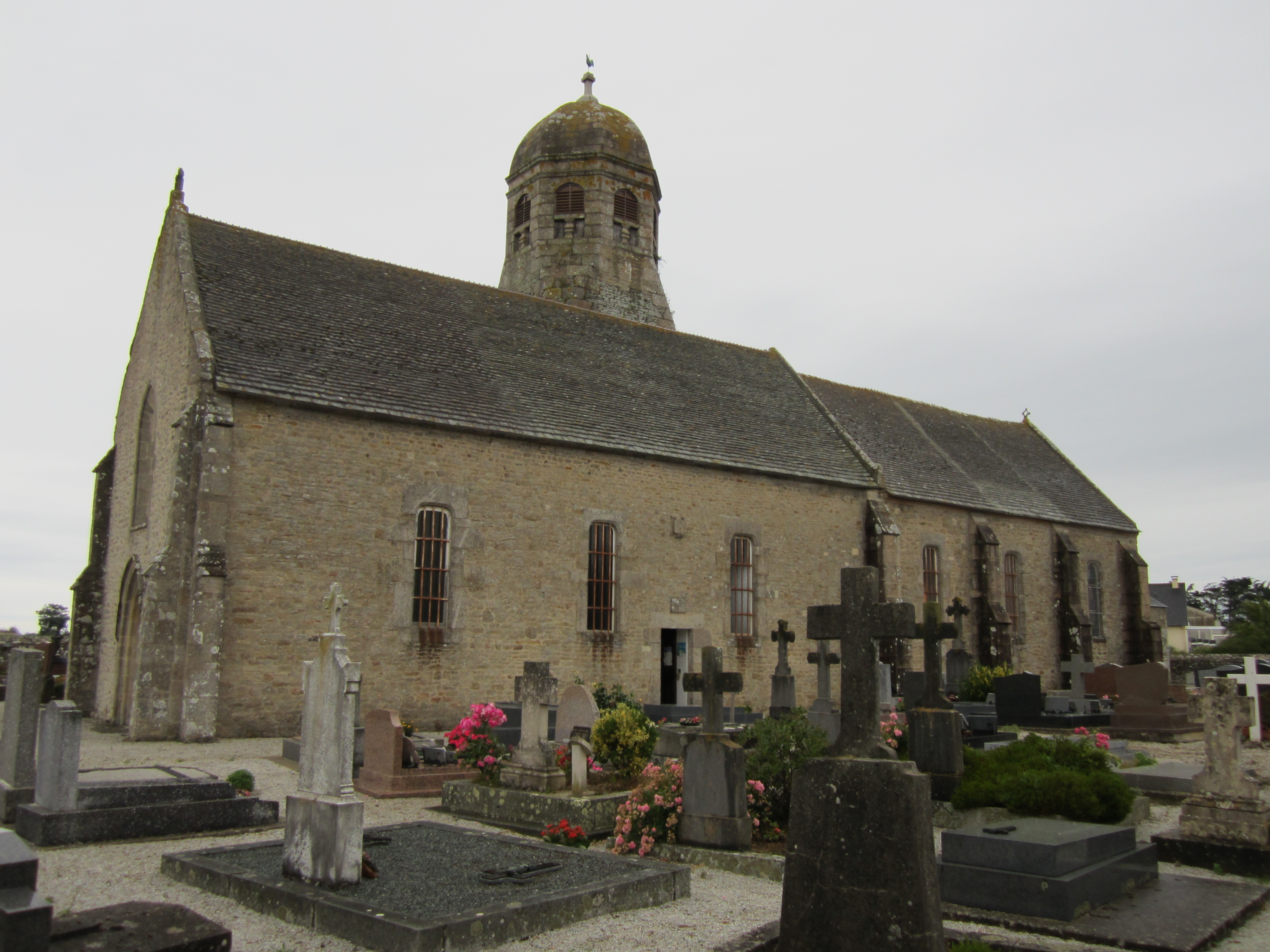
Kirche Notre-Dame